# Lijst van nummer 1-hits in Oostenrijk in 2021
Deze hits stonden in 2021 op nummer 1 in de Ö3 Austria Top 40, de bekendste hitlijst in Oostenrijk.
| Datum        | Artiest                       | Titel                           |
| ------------ | ----------------------------- | ------------------------------- |
| 1 januari    | Geen Top 75 verschenen        | Geen Top 75 verschenen          |
| 8 januari    | Mariah Carey                  | All I want for Christmas is you |
| 15 januari   | Ufo361 & Bonez MC             | 7                               |
| 22 januari   | Olivia Rodrigo                | Drivers license                 |
| 29 januari   | Olivia Rodrigo                | Drivers license                 |
| 5 februari   | Olivia Rodrigo                | Drivers license                 |
| 12 februari  | Kasimir1441 & Badmómzjay      | Ohne dich                       |
| 19 februari  | Kasimir1441 & Badmómzjay      | Ohne dich                       |
| 26 februari  | Kasimir1441 & Badmómzjay      | Ohne dich                       |
| 5 maart      | Bausa & Apache 207            | Madonna                         |
| 12 maart     | Nathan Evans                  | Wellerman                       |
| 19 maart     | Nathan Evans                  | Wellerman                       |
| 26 maart     | Nathan Evans                  | Wellerman                       |
| 2 april      | Nathan Evans                  | Wellerman                       |
| 9 april      | Nathan Evans                  | Wellerman                       |
| 16 april     | Nathan Evans                  | Wellerman                       |
| 23 april     | Lil Nas X                     | Montero (Call me by your name)  |
| 30 april     | Nathan Evans                  | Wellerman                       |
| 7 mei        | Nathan Evans                  | Wellerman                       |
| 14 mei       | Nathan Evans                  | Wellerman                       |
| 21 mei       | Nathan Evans                  | Wellerman                       |
| 28 mei       | Nathan Evans                  | Wellerman                       |
| 4 juni       | Olivia Rodrigo                | Good 4 U                        |
| 11 juni      | Olivia Rodrigo                | Good 4 U                        |
| 18 juni      | Olivia Rodrigo                | Good 4 U                        |
| 25 juni      | Olivia Rodrigo                | Good 4 U                        |
| 2 juli       | Måneskin                      | Beggin'                         |
| 9 juli       | Måneskin                      | Beggin'                         |
| 16 juli      | Måneskin                      | Beggin'                         |
| 23 juli      | Måneskin                      | Beggin'                         |
| 30 juli      | RAF Camora                    | Zukunft                         |
| 6 augustus   | RAF Camora & Bonez MC         | Blaues Licht                    |
| 13 augustus  | RAF Camora & Bonez MC         | Blaues Licht                    |
| 20 augustus  | Ed Sheeran                    | Bad habits                      |
| 27 augustus  | The Kid Laroi & Justin Bieber | Stay                            |
| 3 september  | The Kid Laroi & Justin Bieber | Stay                            |
| 10 september | The Kid Laroi & Justin Bieber | Stay                            |
| 17 september | The Kid Laroi & Justin Bieber | Stay                            |
| 24 september | RAF Camora & Luciano          | 2CB                             |
| 1 oktober    | The Kid Laroi & Justin Bieber | Stay                            |
| 8 oktober    | The Kid Laroi & Justin Bieber | Stay                            |
| 15 oktober   | The Kid Laroi & Justin Bieber | Stay                            |
| 22 oktober   | RAF Camora                    | Guapa                           |
| 29 oktober   | Adele                         | Easy on me                      |
| 5 november   | Adele                         | Easy on me                      |
| 12 november  | Ed Sheeran                    | Shivers                         |
| 19 november  | Ed Sheeran                    | Shivers                         |
| 26 november  | Ed Sheeran                    | Shivers                         |
| 3 december   | Adele                         | Easy on me                      |
| 10 december  | Mariah Carey                  | All I want for Christmas is you |
| 17 december  | Mariah Carey                  | All I want for Christmas is you |
| 24 december  | Mariah Carey                  | All I want for Christmas is you |
| 31 december  | Geen Top 75 verschenen        | Geen Top 75 verschenen          |